# Joigny de Pamele
de Joigny de Pamele was een Zuid-Nederlandse adellijke familie.

## Geschiedenis
In de veertiende eeuw was er een familie Blondeel, eigenares van de heerlijkheid Pamele. In 1415 sneuvelde Lodewijk du Quesnoy, baron van Pamele, in de Slag bij Azincourt.
- In 1581 benoemde koning Filips II van Spanje Willem van Pamele tot ridder.
- In 1588 verleende dezelfde vorst de riddertitel aan Adolf de Joigny dit de Pamele.
- In 1773 verleende keizerin Maria Theresia de titel baron, overdraagbaar bij eerstgeboorte, aan Jean-Charles de Joigny de Pamele.

## Maximilien de Joigny de Pamele
Maximilien François Xavier de Joigny de Pamele et de Voormezeele (Ieper, 14 december 1773 - Doornik, 18 oktober 1828) was een zoon van Jean-Charles de Joigny de Pamele (zie hierboven) en van Marie-Ferdinande de Steenhuys. 
Hij werd in 1816 onder het Verenigd Koninkrijk der Nederlanden erkend in de erfelijke adel en benoemd in de Ridderschap van West-Vlaanderen. Omdat hij weigerde de vereiste eed af te leggen, werd het besluit geannuleerd. Hij werd in 1822 dan toch opnieuw erkend in de erfelijke adel met de titel baron overdraagbaar op de eerstgeborene of, bij gebrek aan afstammelingen, op de eerstgeboren mannelijke afstammeling van zijn broer Théodore.
Hij trouwde in 1797 met zijn nicht Ernestine de Steenhuys (1781-1843). Het huwelijk bleef kinderloos.
Bij gebrek aan afstammelingen, doofde deze familietak in 1828 uit.

## Théodore de Joigny de Pamele
Théodore Ferdinand François-de-Sales de Joigny de Pamele (Ieper, 30 januari 1778 - Esquelmes, 8 mei 1831) trouwde in 1807 met Rose d'Ennetières (1788-1854), dochter van markies Joseph d'Ennetières. Ze kregen vier dochters en een zoon, Godefroid Joigny de Pamele (1814-1888), die trouwde met Émerence d'Evora y Vega (1815-1899). Dit huwelijk bleef kinderloos en bij de dood van Godefroid in 1888 doofde ook deze familietak uit.
In 1822 verkreeg Théodore erkenning in de erfelijke adel en in 1828 de persoonlijke titel baron. Zijn zoon Godefroid erfde de baronstitel van zijn oom Maximilien. 